# Pagramančio regioninis parkas II
Pagramančio regioninis parkas II este o arie protejată (sit de importanță comunitară — SCI) din Lituania întinsă pe o suprafață de 210,69 ha, integral pe uscat.

## Localizare
Centrul sitului Pagramančio regioninis parkas II este situat la coordonatele 55°30′15″N 22°16′50″E / 55.5041°N 22.2806°E.

## Înființare
Situl Pagramančio regioninis parkas II a fost declarat sit de importanță comunitară în aprilie 2022 pentru a proteja un număr necunoscut de specii din flora spontană și fauna sălbatică aflate în arealul zonei.

## Biodiversitate
Situată în ecoregiunea boreală, aria protejată conține 3 habitate naturale: Pajiști fino-scandinave uscate până la mezice, bogate în specii de altitudine mică, Păduri pe pante, grohotișuri și ravene de Tilio-Acerion, Păduri aluvionare cu Alnus glutinosa și Fraxinus excelsior (Alno-Padion, Alnion incanae, Salicion albae).
La baza desemnării sitului se află un număr nedeclarat de specii protejate.